# Aglossa (Gattung)
Die Gattung Aglossa ist eine Schmetterlings-Gattung aus der Familie der Zünsler (Pyralidae). In Europa kommen bis zu acht Arten vor, im deutschsprachigen Raum sind es zwei.

## Merkmale
Die Arten der Gattung Aglossa erreichen eine Flügelspannweite bis zu 42 Millimetern. Die Vorderflügel sind meist mehr als doppelt so lang wie breit. Bei den meisten Arten sind zwei Querlinien vorhanden, die geschwungen und gezackt sind. Bei vielen Arten heben sich eine oder auch beide Querlinien wenig farblich aus der Grundfärbung ab. Die Adern M2 und M3 sind voneinander getrennt. Die Hinterflügel sind meist deutlich heller. Die äußere Querlinie ist auf den Hinterflügel nur schwach ausgebildet oder völlig erloschen. Die Zunge ist stark reduziert, daher auch der Name Aglossa. Die Labialpalpen sind kurz und dick, die Maxillarpalpen kurz und dünn. Die Fühler der Männchen sind mehr oder weniger lang und doppelt bewimpert, selten pektinat, Die Fühler der Weibchen sind dagegen einfach und fadenförmig.

## Verbreitung und Vorkommen
Der Schwerpunkt der Verbreitung der Gattung liegt in Südeuropa, Asien und Nordafrika. Einige Arten sind heute nahezu weltweit verschleppt worden. Sie bevorzugen trockene und warme Standorte, häufig in der Nähe der Menschen (synanthrop).

## Lebensweise
Die Falter sind meist nachtaktiv. Die Raupen leben in Gespinströhren und ernähren sich von pflanzlichen und tierischen Resten, Abfällen, Nahrungsmitteln und auch Exkrementen. Eine Art lebt als Raupe in den Nestern von Ameisen (myrmecophil). Bei vielen Arten ist der Entwicklungszyklus nur unzureichend bekannt.

## Systematik
Die Gattung wird in den neueren Arbeiten von Patrice Leraut und František Slamka in zwei Untergattungen: die Nominatuntergattung Aglossa (Aglossa) und Aglossa (Agriope) Ragonot, 1894 unterteilt. Die Fauna Europaea listet diese Untergattungsgliederung jedoch nicht. Jüngere Synonyme sind Euclita Hübner, 1825, Oryctocera Ragonot, 1891 und Crocalia Ragonot, 1892. In Europa sind 8 Arten nachgewiesen, weltweit sind es 25 Arten:
- Aglossa aglossalis Ragonot, 1892
- Aglossa asiatica Erschoff, 1872 (mit zwei Unterarten)
- Aglossa aurocupralis Ragonot, 1891
- Aglossa exsucealis Lederer, 1863
- Aglossa gracilalis Rebel, 1914
- Aglossa oculalis Hampson, 1906
- Aglossa phaealis Hampson, 1906
- Fettzünsler (Aglossa pinguinalis (Linnaeus, 1758))
- Aglossa rhodalis Hampson, 1906
- Aglossa rubralis Hampson, 1900
- Aglossa steralis C. Felder, R. Felder & Rogenhofer in C. Felder, R. Felder & Rogenhofer, 1875
- Aglossa suppunctalis Joannis, 1927
- Aglossa tanya Corbet & Tams, 1943
- Aglossa tinealis Leraut, 2007

In die Untergattung Agriope werden gestellt:
- Aglossa brabantii Ragonot, 1884
- Aglossa caprealis (Hübner, 1809)
- Aglossa capsalis (Chrétien, 1911)
- Aglossa dimidiata (Haworth, 1801)
- Aglossa obliteralis Turati, 1930
- Aglossa ocellalis Lederer, 1863
- Aglossa pulverealis Hampson, 1900
- Aglossa rabatalis (Joannis, 1923)
- Aglossa signicostalis Staudinger, 1870 (mit zwei Unterarten)
- Aglossa subpurpuralis (Chrétien, 1915)
- Aglossa thamii Leraut, 2003

Die Fauna Europaea führt noch zwei weitere Arten der Gattung auf (Aglossa fuliginosa Zerny, 1914 und Aglossa oranalis Zerny, 1914), die von GlobIZ und von Patrice Leraut als jüngere Synonyme gewertet werden.